# Мендоса, Эдуардо
Эдуа́рдо Мендо́са-и-Гарри́га (исп. Eduardo Mendoza i Garriga; род. 11 января 1943, Барселона) — испанский писатель, пишет на каталанском и испанском языках. Принадлежит к так называемой «барселонской школе» наряду с Хуаном Марсе и др. Автор романов «Нью-Йорк» (1986), «Неизвестный остров» (1989), «История женского будуара» (2001), «Последний путь Горацио Доса» (2002), «Кошачья свара. Мадрид, 1936» (2010). В 2016 году удостоился премии Сервантеса.

## Биография и творчество
В 1965 году получил юридическое образование, некоторое время работал адвокатом. В 1973—-1982 годах проживал в Нью-Йорке, работая переводчиком в Организации Объединённых Наций.
В 1975 году Мендоса опубликовал свой первый и самый успешный роман «Правда о деле Саволты» (исп. La verdad sobre el caso Savolta). Роман считается предвестником социальных изменений в постфранкистской Испании и первым романом перехода к демократии. Он описывает борьбу начала XX века, социальные, культурные и экономические реалии Барселоны в то время. Через год удостоился премии критиков, в 1980 году экранизирован. В России издан в 1985 году.
Одно из самых известных произведений Эдуардо Мендосы — роман «Город чудес» (исп. La ciudad de los prodigios, 1986), повествующий о социальной и городской эволюции Барселоны в период между Всемирными выставками в 1888—1929 годах. Французский журнал Lire назвал роман «Город чудес» лучшей книгой 1988 года. Переведён на русский в 1989 году. Роман был появился в киноверсии благодаря Марио Камусу в 1999 году.
В 1990 году появилась его драма на каталанском языке Restauració, в том же году он перевёл её на испанский, тогда же появился телевизионный фильм на её основе.
В 1996 году он опубликовал свой третий крупный роман «Лёгкая комедия» (исп. Una comedia ligera); в 1998 его перевод на французский язык удостоен премии за лучшую иностранную книгу.
В октябре 2010 году Эдуардо Мендоса удостоился престижной премии барселонского издательства «Планета» за роман «Кошачья свара. Мадрид, 1936» (исп. Riña de gatos. Madrid, 1936). В декабре 2013 года этот роман Мендосы назван лучшей европейской книгой года, а его автор удостоился соответствующей премии Европейского парламента размером в 10 тысяч евро.
Был женат на актрисе Росе Новель.

## Признание
- Кавалер каталонского ордена «Крест Святого Георгия» (1995).
- Премия за лучшую иностранную книгу (Франция, 1998)
- Лауреат премии издательства «Планета» (2010)
- Национальная премия по культуре (2013)